# Torrubia de Soria
Torrubia de Soria és un municipi de la província de Sòria, a la comunitat autònoma de Castella i Lleó. Lloc de naixement de Casta Nicolasa Esteban Navarro, esposa de Gustavo Adolfo Bécquer. El nom, que es repeteix en altres regions d'Espanya, fa referència a la torre rubea, o torre vermella que en temps dels romans presidia algunes poblacions.
La seva parròquia està dedicada a Sant Miquel Arcàngel: una fenomenal construcció d'origen romànic (segle XVI) amb una portada d'arc de mig punt a la paret meridional i un retaule colorit a l'interior. Al seu dia va albergar una veritable joia: un pal·li brodat en or, del segle XVIII, que actualment es custòdia a la catedral de Sant Pere, a Sòria. A la seva pila baptismal va ser batejada el 10 de setembre de 1841 Casta Nicolasa Esteban Navarro, esposa de Gustavo Adolfo Bécquer (la casa natal de la senyora Casta, que encara es conserva, s'ha transformat en un acollidor museu amb mobles i estris de l'època).
El terme municipal inclou els pobles gairebé abandonats de Portillo de Soria i Tordesalas. Tordesalas te una torre en runes d'època medieval.